# Dwight Phillips
Dwight D. Phillips (Decatur, 1º ottobre 1977) è un ex lunghista statunitense, campione olimpico ai Giochi di Atene 2004 e quattro volte campione mondiale.

## Biografia
Dopo essere stato un promettente velocista Phillips decise di dedicarsi poi al salto in lungo.
Già nel 2000 partecipò ai Giochi olimpici conquistando l'ottavo posto, ma raggiunse il successo nel 2003 quando vinse i Campionati del mondo a Saint-Denis e il titolo di campione mondiale indoor a Birmingham. Questi successi segnarono il suo abbandono alla disciplina della velocità.
Nel 2004 Phillips ottenne il suo più grande successo: la vittoria ai Giochi olimpici di Atene, con un salto di 8,59 metri. Phillips rivinse poi nel 2005 i mondiali di atletica e nel 2007 è riuscito a conquistare il bronzo a Osaka.
Il suo record personale nel salto in lungo lo ha stabilito il 7 giugno 2009 in un meeting disputato a Eugene in cui ha fatto registrare un salto di 8,74 metri nonostante un vento contrario di 1,2 m/s.
Si laurea per la terza volta campione del mondo il 22 agosto 2009 con un salto di 8,54 m battendo anche il campione olimpico in carica Irving Saladino. Il 2 settembre 2011 a Taegu vince il titolo mondiale per la quarta volta con un salto di 8,45 m.
Nel 2012 un incidente automobilistico ha compromesso la sua stagione outdoor, causandogli lesioni al collo e alla schiena. Oltre a questo, un infortunio recidivo al tendine di Achille ne aveva rallentato la preparazione per i Giochi olimpici di Londra, portando Phillips alla decisione di sottoporsi ad un intervento chirurgico per curare il problema e prolungare la propria carriera.
Nel 2013 ai Campionati del mondo svoltisi a Mosca, Phillips si è classificato 11º nel salto in lungo con la misura di 7,88 m; al termine della gara ha annunciato il suo ritiro dalle competizioni.

## Progressione

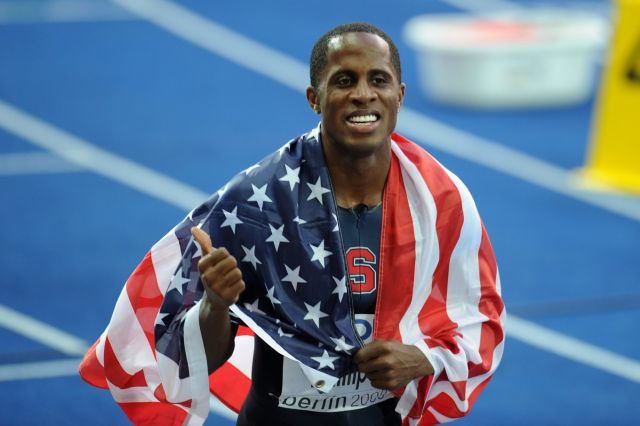
Dwight Phillips festeggia l'oro ai Mondiali di

### Salto in lungo
| Stagione | Misura | Luogo      | Data      | Rank. Mond. |
| -------- | ------ | ---------- | --------- | ----------- |
| 2013     | 7,95 m | Mosca      | 14-8-2013 | 78º         |
| 2011     | 8,45 m | Taegu      | 2-9-2011  | 2º          |
| 2010     | 8,46 m | Monaco     | 22-7-2010 | 2º          |
| 2009     | 8,74 m | Eugene     | 7-6-2009  | 1º          |
| 2008     | 8,25 m | Ponce      | 17-5-2008 | 11º         |
| 2007     | 8,31 m | Retimo     | 18-7-2007 | 6º          |
| 2006     | 8,32 m | Roma       | 14-7-2006 | 10º         |
| 2005     | 8,60 m | Helsinki   | 13-8-2005 | 1º          |
| 2004     | 8,60 m | Linz       | 2-8-2004  | 1º          |
| 2003     | 8,44 m | Trikala    | 24-6-2003 | 4º          |
| 2002     | 8,38 m | Linz       | 19-8-2002 | 3º          |
| 2001     | 8,13 m | Losanna    | 4-7-2001  | 22º         |
| 2000     | 8,21 m | Sacramento | 15-7-2000 | 24º         |
| 1999     | 8,18 m | Tempe      | 21-5-1999 | 17º         |
| 1998     | 6,94 m | Austin     | 18-4-1998 |             |
| 1997     | 7,24 m | Auburn     | 17-5-1997 |             |

### Salto in lungo indoor
| Stagione | Misura | Luogo        | Data      | Rank. Mond. |
| -------- | ------ | ------------ | --------- | ----------- |
| 2009/10  | 7,72 m | Stoccarda    | 6-2-2010  | 95º         |
| 2003/04  | 7,91 m | Birmingham   | 20-2-2004 | 46º         |
| 2002/03  | 8,29 m | Birmingham   | 15-3-2003 | 3º          |
| 2001/02  | 7,99 m | New York     | 1-3-2002  | 21º         |
| 2000/01  | 8,12 m | Atlanta      | 3-3-2001  | 7º          |
| 1999/00  | 8,11 m | Fayetteville | 10-3-2000 | 9º          |
| 1998/99  | 7,81 m | Flagstaff    | 13-2-1999 | 52º         |

## Palmarès

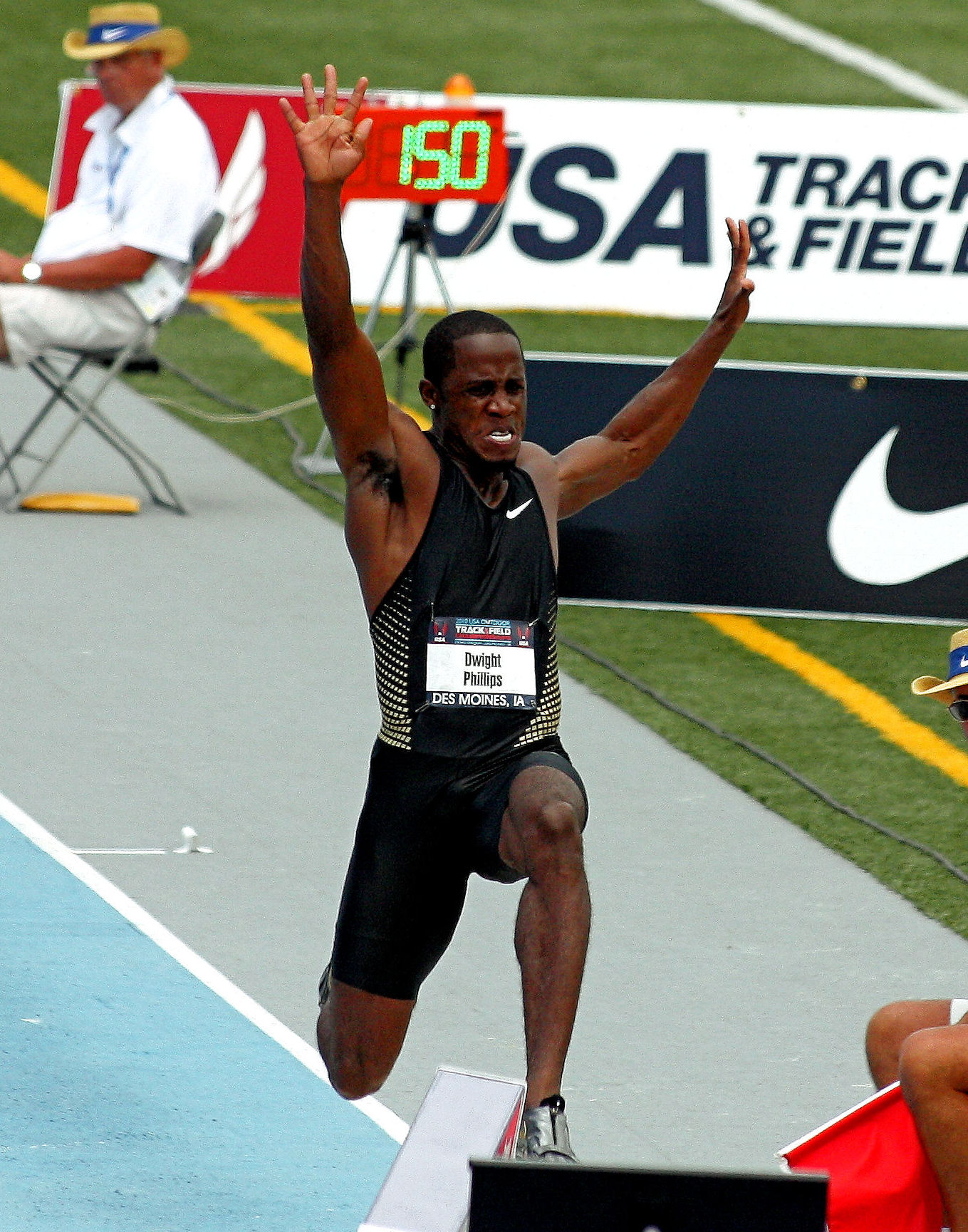
Dwight Phillips durante i campionati nazionali del 2010.

| Anno | Manifestazione  | Sede        | Evento         | Risultato | Prestazione | Note                                     |
| ---- | --------------- | ----------- | -------------- | --------- | ----------- | ---------------------------------------- |
| 2000 | Giochi olimpici | Sydney      | Salto in lungo | 8º        | 8,06 m      |                                          |
| 2001 | Mondiali        | Edmonton    | Salto in lungo | 8º        | 7,92 m      |                                          |
| 2003 | Mondiali indoor | Birmingham  | Salto in lungo | Oro       | 8,29 m      |                                          |
| 2003 | Mondiali        | Saint-Denis | Salto in lungo | Oro       | 8,32 m      |                                          |
| 2004 | Giochi olimpici | Atene       | Salto in lungo | Oro       | 8,59 m      |                                          |
| 2005 | Mondiali        | Helsinki    | Salto in lungo | Oro       | 8,60 m      | Miglior prestazione mondiale stagionale  |
| 2007 | Mondiali        | Osaka       | Salto in lungo | Bronzo    | 8,30 m      |                                          |
| 2009 | Mondiali        | Berlino     | Salto in lungo | Oro       | 8,54 m      |                                          |
| 2011 | Mondiali        | Taegu       | Salto in lungo | Oro       | 8,45 m      | Miglior prestazione personale stagionale |
| 2013 | Mondiali        | Mosca       | Salto in lungo | 11º       | 7,88 m      |                                          |

## Campionati nazionali
- 5 volte campione nazionale del salto in lungo (2003, 2004, 2007, 2009, 2010)
- 1 volta campione nazionale indoor del salto in lungo (2001)

## Altre competizioni internazionali
2003
- Oro alla World Athletics Final ( Monaco), salto in lungo - 8,31 m

2004
- Argento alla World Athletics Final ( Monaco), salto in lungo - 8,26 m

2005
- Oro alla World Athletics Final ( Monaco), salto in lungo - 8,46 m

2006
- 6º alla IAAF World Athletics Final ( Stoccarda), salto in lungo - 8,09 m

2009
- Argento alla World Athletics Final ( Salonicco), salto in lungo - 8,24 m

2010
- Oro in Coppa continentale ( Spalato), salto in lungo - 8,34 m
- Vincitore della Diamond League nella specialità del salto in lungo (24 punti)